# Katarína Kachlíková
Katarína Kachlíková (* 2. Juni 1985) ist eine ehemalige slowakische Tennisspielerin.

## Karriere
Katarína Kachlíková begann im Alter von acht Jahren mit dem Tennisspielen und debütierte 2000 auf dem ITF Women’s Circuit, als sie für das ITF-$10.000-Turnier in der slowakischen Gemeinde Stupava vom Veranstalter eine Wildcard bekam. Sowohl im Einzel als auch im Doppel, wo sie gemeinsam mit ihrer Landsfrau Zuzana Zemenová antrat, scheiterte sie jeweils in der ersten Runde. Zwei Jahre später debütierte sie auf der WTA Tour und nahm mit einer Wildcard an der Qualifikation zu den VUB Open 2002 teil. Dort scheitere sie in der zweiten Runde an der Ukrainerin Julija Bejhelsymer und verpasste damit das Hauptfeld. Ihren ersten großen Karriereerfolg feierte sie 2003 beim ITF-$10.000-Turnier im portugiesischen Carcavelos. Dort startete sie gemeinsam mit der Tschechin Iveta Gerlová im Doppel und zusammen erreichten sie das Finale. Dort sicherten sie sich durch den Sieg gegen ein kolumbianisch-ungarisches Duo den Titel.
Zwei Jahre später sicherte Katarína Kachlíková sich beim ITF-$25.000-Turnier im französischen Périgueux ihren zweiten Titel auf dem ITF Women’s Circuit, als sie gemeinsam mit ihrer Landsfrau Lenka Tvarošková ein usbekisch-deutsches Team im Finale schlugen. Etwas mehr als zwei Monate später nahm sie zum ersten und einzigen Mal an einer Qualifikation eines Grand-Slam-Turnieres teil. Bei der Qualifikation zu den US Open 2005 scheiterte sie in der zweiten Runde an der US-Amerikanerin Vania King und verpasste damit das Hauptfeld. Im darauffolgenden Jahr startete sie bei dem ITF-$25.000-Turnier in der vietnamesischen Stadt Ho-Chi-Minh-Stadt und konnte dort das Finale erreichen. Mit einem zwei Satz Sieg gegen die Japanerin Junri Namigata sicherte sie sich ihren insgesamt dritten Titel auf dem ITF Women’s Circuit und ihren ersten und einzigen Titel im Einzel.
Im Jahr 2007 startete Katarína Kachlíková gemeinsam mit der Russin Anastassija Sergejewna Pawljutschenkowa im Doppel bei der Austragung des ITF Cagnes-sur-Mer. Zusammen erreichten sie dort Finale und mussten sich dort in zwei Sätzen einem französisch-schweizerischen Duo geschlagen geben. Drei Jahre später sicherte sie sich bei dem ITF-$10.000-Turnier in der slowakischen Hauptstadt Bratislava ihren letzten ITF-Titel, als sie gemeinsam mit Lenka Tvarošková das Doppelfinale gegen ein kanadisch-slowakisches Team gewannen. Nachdem sie 2011 im Einzel bereits beim ITF-$25.000-Turnier in der deutschen Stadt Darmstadt, wo sie nach überstandener Qualifikation der Schweizerin Xenia Knoll unterlag, ihr letztes ITF-Turnier absolvierte, nahm sie im selben Jahr gemeinsam mit Lenka Tvarošková beim ITF-$25.000-Turnier in Bratislava ein letztes Mal an einen ITF-Turnier im Doppel teil. Gemeinsam mussten sie sich dort in der ersten Runde den Plíšková-Zwillingen aus Tschechien geschlagen geben. Danach beendete Katarína Kachlíková ihre Karriere auf dem ITF Women’s Circuit.
Bereits während ihrer Profikarriere und auch danach war Katarína Kachlíková auch im Vereinstennis aktiv und startete unter anderem für TC Radolfzell 2007 und 2008 sowie für TGS Bieber Offenbach 2014 und 2015 in der 2. Bundesliga.

## Turniersiege

### Einzel
| Nr. | Datum        | Turnier           | Kategorie   | Belag     | Finalgegnerin  | Ergebnis |
| --- | ------------ | ----------------- | ----------- | --------- | -------------- | -------- |
| 1.  | 21. Mai 2006 | Ho-Chi-Minh-Stadt | ITF $25.000 | Hartplatz | Junri Namigata | 6:4, 6:4 |

### Doppel
| Nr. | Datum           | Turnier    | Kategorie   | Belag | Partnerin        | Finalgegnerinnen                    | Ergebnis |
| --- | --------------- | ---------- | ----------- | ----- | ---------------- | ----------------------------------- | -------- |
| 1.  | 5. Oktober 2003 | Carcavelos | ITF $10.000 | Sand  | Iveta Gerlová    | Romy Farah Ágnes Szávay             | 6:4, 7:6 |
| 2.  | 20. Juni 2005   | Périgueux  | ITF $25.000 | Sand  | Lenka Tvarošková | Oqgul Omonmurodova Antonia Matic    | 7:5, 6:1 |
| 3.  | 14. Juni 2010   | Bratislava | ITF $10.000 | Sand  | Lenka Tvarošková | Gabriela Dabrowski Chantal Škamlová | 6:4, 7:6 |